# 아메리카나 앳 브랜드

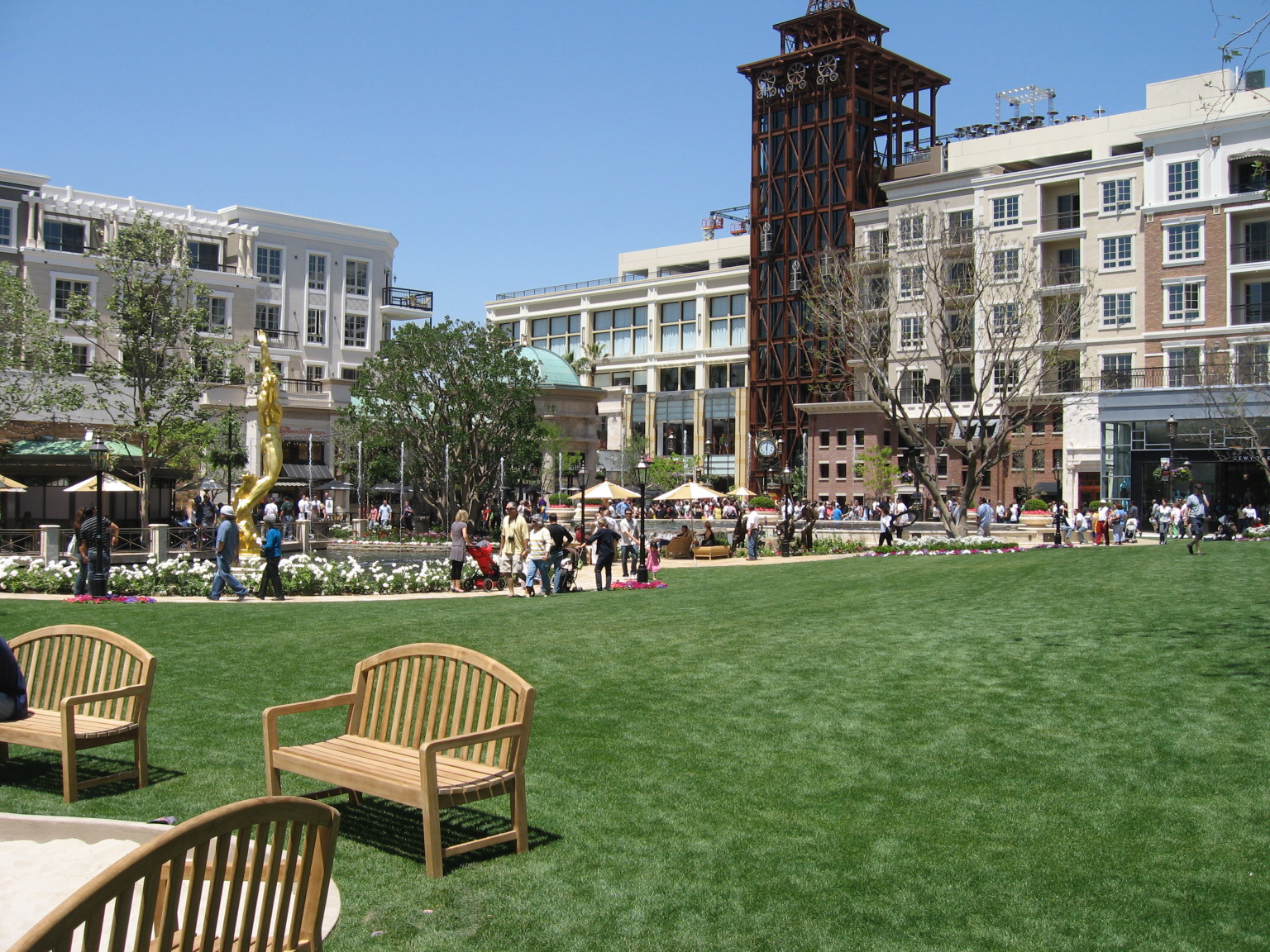
아메리카나 앳 브랜드

아메리카나 앳 브랜드(영어: Americana at Brand)는 캘리포니아주 글렌데일에 위치한 대규모의 야외 쇼핑 센터이다. 이 부동산 개발은 로스앤젤레스의 사업가인 릭 J. 카르소와 그의 회사인 카루소 어필리에이티드가 건설하고 소유하고 있다. 카루소 어필리에이티드는 로스앤젤레스에 있는 그루브 앳 파머스 마켓을 비롯해서 수많은 프로젝트를 개발하고 운영해왔다. 아메리카나 앳 브랜드는 75개의 상점과 다양한 레스토랑이 입점하고 있다. 뿐만 아니라 100개의 콘도미니엄과 238개의 아파트도 포함되어 있다.
아메리카나 프로젝트는 4년 동안 글렌데일 지역에 논쟁을 가져왔다. 일부 상인들은 그루브-스타일(라이프스타일 센터)이 브랜드 거리와 글렌데일 갤러리아에 있는 상점들 영업에 막대한 지장을 줄 것이라고 두려워했다. 일부 주민들은 과도한 개발과 교통문제를 걱정했다.
아메리카나와 그루브 모두 도심부 모습의 아이디어(여러 건축양식, 건물 높이의 다양성, 시간이 지난듯한 재질감, 중심에 위치한 넓은 오픈스페이스까지 혼합된)를 기초로 구성되었다. 카루소 어필리에이티드의 개발은 적시적소에 이루어졌다.
아메리카나의 건축양식은 외부로 노출시킨 철근빔으로 제작된 거대한 엘리베이터를 포함시키는 등 산업시대의 느낌이 나도록 만들었다. 이는 그루브가 1940년대 사우스캐롤라이나주의 찰스턴 시의 모습을 기반으로 한 것과는 대조적이다.
아메리카나 앳 브랜드는 사적 자산이지만 공공장소처럼 보이게 설계한 그루브와 아주 흡사하다. 그러나, 단지 중심에 위치한 8,100m2 면적의 공원은 전적으로 공공 자산이지만, 한발 더 나아가서 공공장소인지 사적 공간인지 구분할 수 없게 처리되었다. 공원이 비록 공공장소이간 하지만, 친구, 가족들과의 사진을 제외한 개인의 사진촬영은 금지하고 있다. 주위를 순찰하는 민간 보안팀은 방문객들의 사진 촬영을 신속하게 저지한다. 또한 몰이나 공원에 통행이 허용되는 개의 크기도 엄격히 규제한다.
아메리카나 앳 브랜드는 2008년 5월 2일에 대중에게 개장되었다.